# Wolfsberg im Schwarzautal
Wolfsberg im Schwarzautal ist eine Ortschaft der Gemeinde Schwarzautal im Bezirk Leibnitz in Steiermark. Im Rahmen der Gemeindestrukturreform in der Steiermark wurde die ehemalige Marktgemeinde am 1. Jänner 2015 mit den Gemeinden Breitenfeld am Tannenriegel, Hainsdorf im Schwarzautal, Mitterlabill und Schwarzau im Schwarzautal zusammengeschlossen. Die neue Gemeinde führt den Namen Schwarzautal. Grundlage dafür war ein gemeinsamer Antrag dieser Gemeinden.

## Geografie
Wolfsberg im Schwarzautal liegt im Bezirk Leibnitz im österreichischen Bundesland Steiermark.

### Gliederung
Das ehemalige Gemeindegebiet umfasst folgende drei Ortschaften (in Klammern Einwohnerzahl Stand 1. Jänner 2024):
- Marchtring (201)
- Wölferberg (81)
- Wolfsberg im Schwarzautal (621)

Die Gemeinde bestand aus zwei Katastralgemeinden:
- Marchtring
- Wolfsberg

## Geschichte
Bekannt ist, dass Wolfsberg und die benachbarten Orte seit ca. 1200 unter der Grundherrschaft des steirischen Herzogs standen und blieben das bis ins 17. Jahrhundert. Danach war der Grundherr, bis zur Bauernbefreiung 1848, die im unteren Murtal gelegenen Herrschaft Straß. Die Ortsgemeinde, als autonome Körperschaft, entstand 1850. Nach der Annexion Österreichs durch Deutschland 1938 kam die Gemeinde zum Reichsgau Steiermark, 1945 bis 1955 war sie Teil der britischen Besatzungszone in Österreich. 1969 wurde ein Teil der Katastralgemeinde Marchtring an die Gemeinde angeschlossen.

## Politik

### Bürgermeister
Der letzte Bürgermeister war bis 31. Dezember 2014 Rupert Wahrlich von der Liste Aktiv Rupert Wahrlich.

### Gemeinderat
Der Gemeinderat wurde durch die Zusammenlegung zur Gemeinde Schwarzautal ebenfalls mit 31. Dezember 2014 aufgelöst. Bis dahin setzte sich dieser nach dem Ergebnis der Gemeinderatswahl 2010 wie folgt zusammen:
- 4 Mandate Liste Aktiv Rupert Wahrlich,
- 4 Mandate ÖVP und
- 1 Mandat SPÖ

### Wappen
Das 1970 verliehene Wappen zeigt „in einem von Silber zu Grün gespaltenen Schild vorn einen aufgerichteten schwarzen Wolf mit ausgeschlagener roter Zunge und roten Augen, hinten ein goldener Dreiberg, überhöht von einer goldenen Bischofmütze.“

## Persönlichkeiten

### Ehrenbürger
- Josef Krainer (1903–1971), Landeshauptmann, Ehrenbürger seit 1970
- Friedrich Niederl (1920–2012), Landeshauptmann, Ehrenbürger seit 1979

### Söhne und Töchter der Gemeinde
- Walter Kainz (* 1958), Maler und Bildhauer
- Johann Pock (* 1965), Theologe

### Mit Wolfsberg im Schwarzautal verbundene Persönlichkeiten
- Daniela Schuster (* 1973), ehemalige Skifahrerin und Weltmeisterin im Tiefschneefahren